# Saftbar

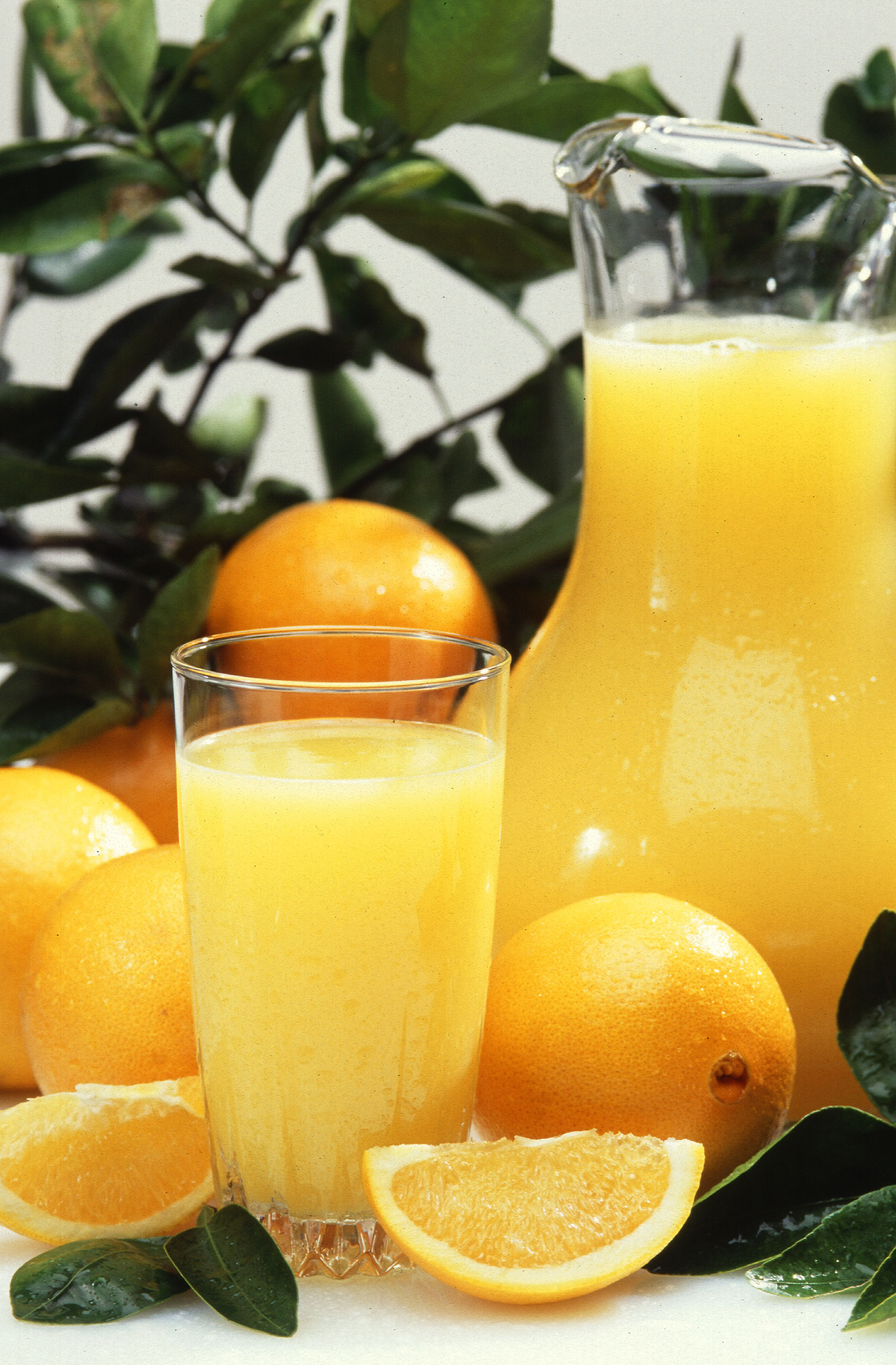
Frischgepresster Orangensaft

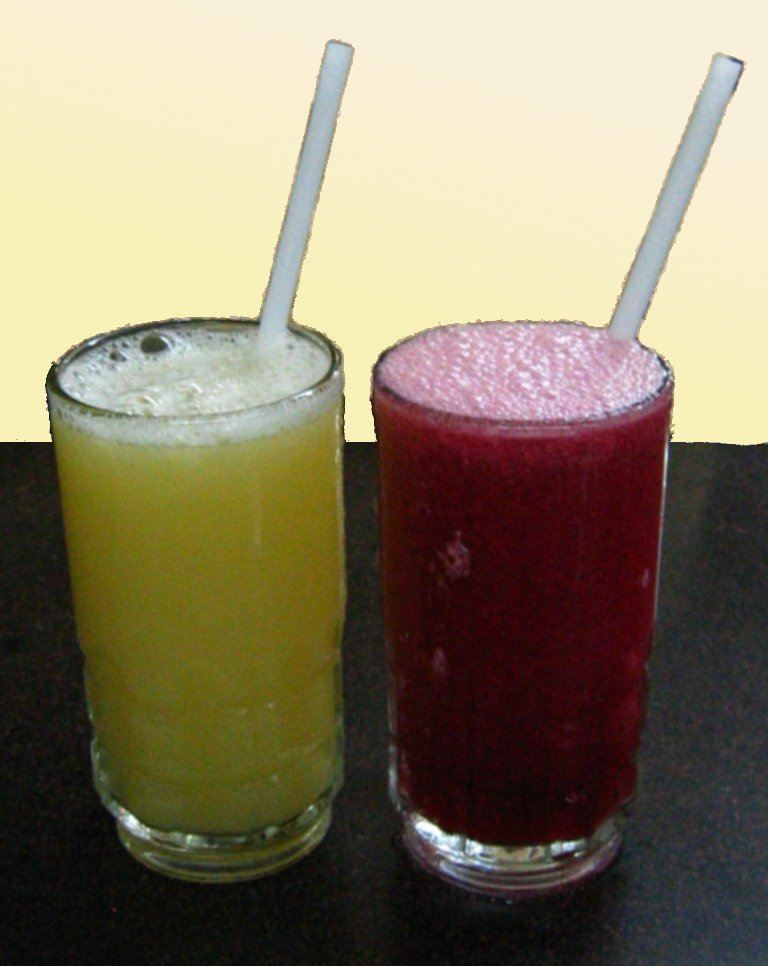
Frischer Granatapfel- und Limetten-Saft an einer Saftbar in Mumbai

In einer Saftbar werden frischgepresste Frucht- und Gemüsesäfte angeboten. Man findet Saftbars in wachsender Zahl vor allem in Einkaufszentren, Fußgängerzonen, in den Hauptbahnhöfen großer Städte, aber auch in zahlreichen Hotels der gehobenen Kategorie.
Die erste Saftbar-Kette wurde 1929 in den USA von Julius Freed unter dem Namen Orange Julius gegründet; sie hatte etwa 100 Bars in den Vereinigten Staaten. Davor hatte Freed seine erste Saftbar im Jahr 1926 in Los Angeles eröffnet.
An Gerätschaften befinden sich in Saftbars unter anderem Standmixer, Zitruspressen und Entsafter im Einsatz. Neben frischen Früchten wird auch teilweise eingefrorenes Obst verarbeitet. Während die Einzelsäfte, wie Apfel- oder Karottensaft, bei Anforderung vor den Augen der Kunden meist frisch gepresst werden, halten Saftbars von den verschiedenen Saftmischungen gekühlt einen Vorrat in Glasbehältern, aus denen nach Wahl ausgeschenkt wird.
Manche Saftbars haben auch Smoothies, Obstsalate und Milchshakes mit Früchten im Programm.
Die ungekühlt und offen gelagerten Säfte aus vorgeschnittener Rohkost sind mikrobiologisch oft stark belastet.